# 新疆生产建设兵团第十一师
新疆生产建设兵团第十一师，简称第十一师，又称新疆生产建设兵团建筑工程师，简称建工师，是新疆生产建设兵团的师，是兵团唯一以建筑业为主业的师，为正地厅级单位。师部驻地乌鲁木齐市。人口7万人，以汉族为主，有壮族、维吾尔族、回族、蒙古族等少数民族。

## 沿革

### 原建筑工程师

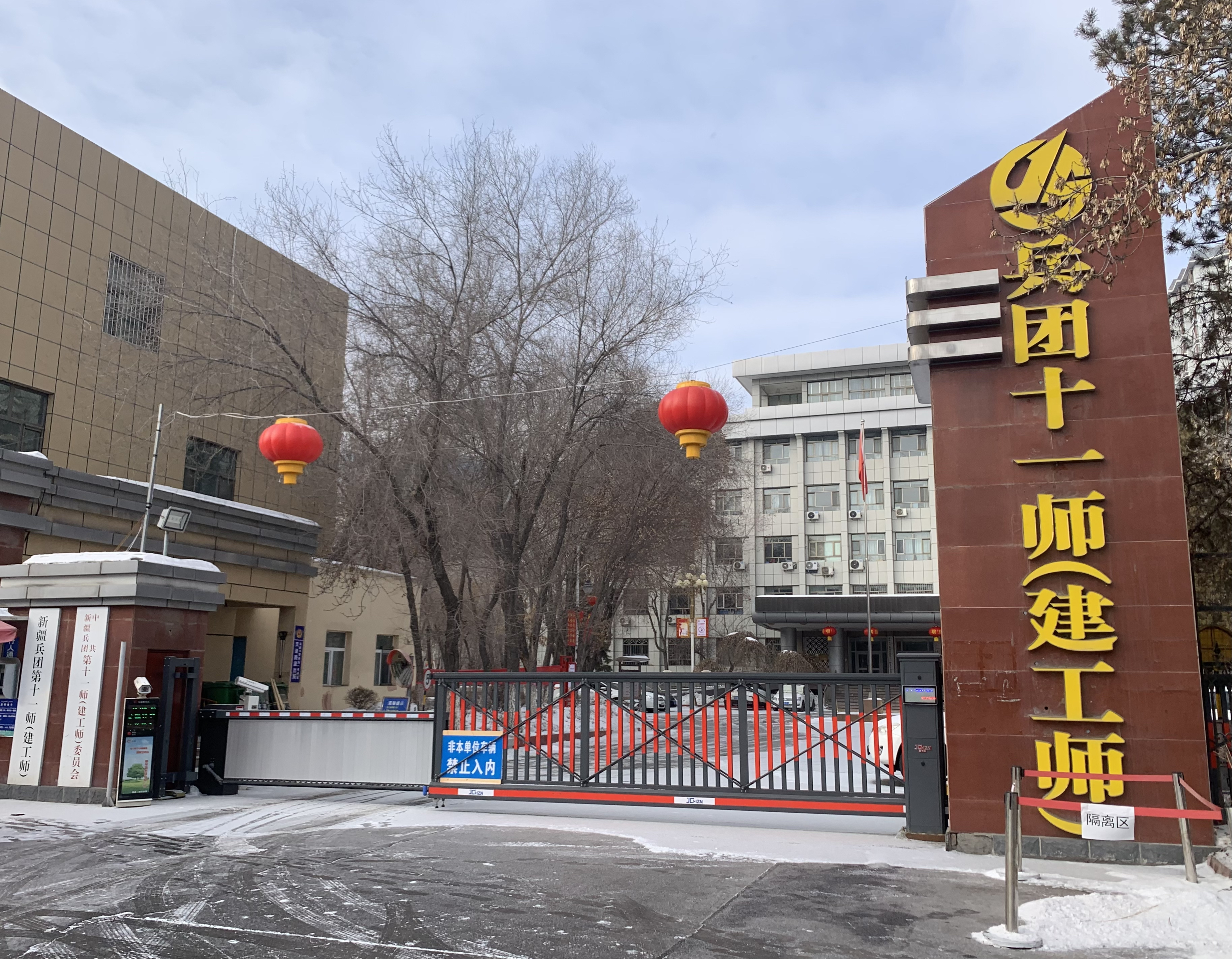
兵团十一师（建工师）

1953年6月5日，根据《中国人民解放军新疆军区命令》，中国人民解放军第二十二兵团改编为生产部队，其中二十二兵团骑兵第八师更名为中国人民解放军新疆建筑工程第一师。1954年10月7日，新疆军区生产建设兵团成立，二十二兵团归属新疆军区生产建设兵团，新疆建筑工程第一师更名为兵团建筑工程第一师。1955年4月，兵团撤销兵团建筑工程第一师番号，将其更名为玛纳斯河水利工程处，隶属兵团基建处。1957年2月，玛纳斯河水利工程处和乌鲁木齐河水利工程处合并为兵团水利工程处，乌鲁木齐河水利工程处一支队与玛河工程处五团合并调入乌鲁木齐至库尔勒天山公路工程指挥部。1958年6月，兵团撤销兵团水利工程处，将其主要工程队伍整编为水利工程第二团，其余工程部队分别编入农七师、农八师。1959年1月，乌鲁木齐至库尔勒天山公路工程指挥部改编为建筑工程第二师。1962年，水利工程第二团与建筑工程第二师合并为建筑工程第二师。1966年2月7日，兵团从建筑工程第一师和建筑工程第二师抽调部分人员组成建筑工程第三师。
1969年4月，以建筑工程第一师为基础，合并建筑工程第二师和建筑工程第三师的一部分队伍，组成兵团建筑工程师，同时撤销建筑工程第二师建制，第二师师直属单位及十二团、十三团一部分、三工区编入农九师，十三团划归克拉玛依油建二处，十四团划归农四师，工程支队划归农二师，十一团、二工区划归兵团建筑工程师。1975年，兵团建制撤销，兵团建筑工程师划归自治区，更名为新疆维吾尔自治区建筑安装总公司。

### 现建筑工程师
1974年4月，自治区党委从农一师、农二师、农三师、农八师抽调原建筑工程第二师、建筑工程第三师的大部分职工和其他一些施工队伍组建成兵团南疆铁路工程纵队。9月1日，南疆铁路工程纵队更名为南疆铁路工程指挥部。1975年，兵团撤销，南疆铁路工程指挥部划归自治区基本建设委员会领导，更名为新疆维吾尔自治区铁路工程指挥部。1979年3月26日，铁路工程指挥部更名为铁路工程局。1981年12月3日兵团建制恢复后，1983年1月，铁路工程局划归兵团。4月，铁路工程局更名为新疆生产建设兵团建筑工程第一师。1988年9月13日，建筑工程第一师及所属各团对外名称变更，兵团工一师对外称兵团建筑安装总公司，所属七团、三团、四团、五团、六团、一团、二团对外分别称兵团第一、三、四、五、六、七、八建筑安装工程公司。1991年3月，建筑工程第一师八团对外称兵团第九建筑安装工程公司。
1998年1月，建筑工程第一师更名为建筑工程师。2000年12月26日，经兵团党委批准，以建筑工程师为主体，正式挂牌成立兵团建设工程（集团）有限责任公司。2004年1月14日，兵团党委下发《关于建工师体制改革有关问题的指导意见》，对建筑工程师进行“政企分开、撤团建企”。2004年6月，根据《指导意见》，建筑工程师将十一农场、尉犁农场、和静农场整体移交给农二师；八团的奎东农场和六团的一、三分公司、安装队整体移交给农七师；红旗农场、石南农场和红山嘴农场及一、五、六团的医院、学校等社政单位整体移交给农八师。2014年4月25日，经中央编办批准，建筑工程师加挂“新疆生产建设兵团第十一师”牌子。

## 组织
第十一师是新疆建设生产兵团集勘察设计、建筑科研、工程施工、建设咨询服务、建材生产、设备安装、房地产开发等为一体的建筑工程部队，政企分开、撤团建企、市场化程度较高。承建的各类工程遍布中国21个省区市和国外19个国家，参与项目包括中巴公路、天山公路、南北疆高等级公路、青藏铁路、兰新铁路第二双线、乌鲁瓦提水利枢纽工程、肯斯瓦特水利枢纽工程。截止2020年，拥有国家公路工程、工民建总承包及监理综合资质等特级资质，拥有工程总承包资质和专业承包资质32个，拥有对外工程承包经营权和过境贸易经营权。拥有各类大中型机械设备5500多（台）套。
2020年，第十一师有大中型企事业单位56个，医院2家，学校7所，下辖集团有：新疆兵团建设工程（集团）有限责任公司、新疆建咨集团有限公司、新疆兵团建材（集团）有限公司、新疆北新路桥集团股份有限公司、新疆建融国有资本运营投资（集团）有限责任公司，第十一师师直单位和所属兵团建设工程集团（包括新疆兵团一建有限责任公司、新疆兵团第四建筑工程（集团）有限责任公司、新疆兵团水利水电工程集团有限公司、新疆北新路桥集团股份有限公司）、建咨集团（包括新疆昆仑工程监理有限责任公司、新疆生产建设兵团建工设计研究院有限责任公司）、新疆德坤建材有限责任公司（包括新疆德坤融大商贸有限公司、新疆德华板材制造有限责任公司）等单位驻乌鲁木齐市，新疆生产建设兵团第五建筑工程有限责任公司、新疆生产建设兵团第六建筑工程有限责任公司、新疆生产建设兵团交通建设有限公司驻石河子市。第十一师下辖兵团级新型建材工业开发区为：兵团新型建材工业园、兵团现代建筑产业园和五团沙河镇工业园。第十一师在乌鲁木齐市有8个社区、33个居民小区。
2017年5月，第十一师代管第一师阿拉尔市五团沙河镇，沙河镇规划总面积487.61平方公里。

## 经济

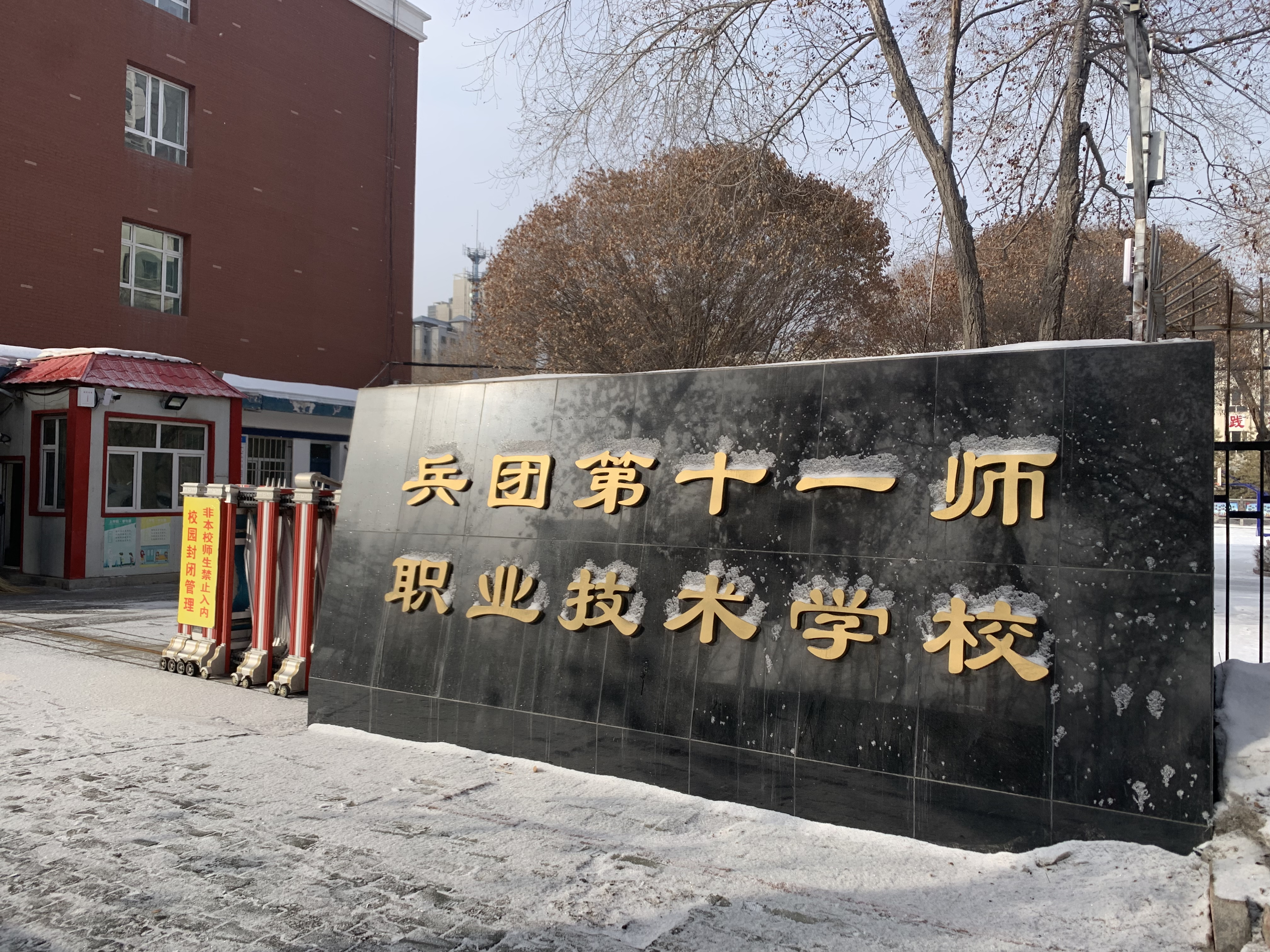
兵团第十一师职业技术学校

2020年，第十一师实现生产总值124.57亿元人民币，其中第一产业增加值0.08亿元人民币，第二产业增加值101.18亿元人民币（其中工业7.18亿元人民币，建筑业94.0亿元人民币），第三产业增加值23.31亿元人民币。2020年，城镇居民人均可支配收入36785元人民币。
2020年，第十一师完成农业总产值1800万元人民币，全年农作物播种面积6107亩，其中棉花种植面积4802亩，粮食种植面积356亩，蔬菜种植面积8亩，瓜果种植面积941亩。本年果园面积84亩。全年棉花产量640吨，粮食产量130吨，蔬菜产量46吨，瓜果产量5698吨。全年水果产量64吨，其中葡萄60吨，苹果4吨。2020年，第十一师全部工业增加值7.18亿元人民币。2020年，第十一师建筑业增加值94.0亿元人民币，全年房屋建筑施工面积960.9万平方米。
2020年，第十一师有各类学校6所。在校学生7783人，教职工814人，专任教师622人。中等职业技术学校1所，在校生654人，教职工95人，专任教师72人。普通高中2所，均为十二年一贯制学校，在校生1847人，教职工390人，专任教师245人。九年一贯制学校3所，在校生2966人，教职工319人，专任教师245人。
2020年，第十一师完成营业收入540.5亿元人民币，企业资产总额818亿元人民币。全师有各类经营管理和专业技术人员11749人。